# District de Bagalkote
Le district de Balgakote (tamoul : பாகல்கோட் மாவட்டம்) est un district  de l'état du Karnataka, en Inde.

## Histoire

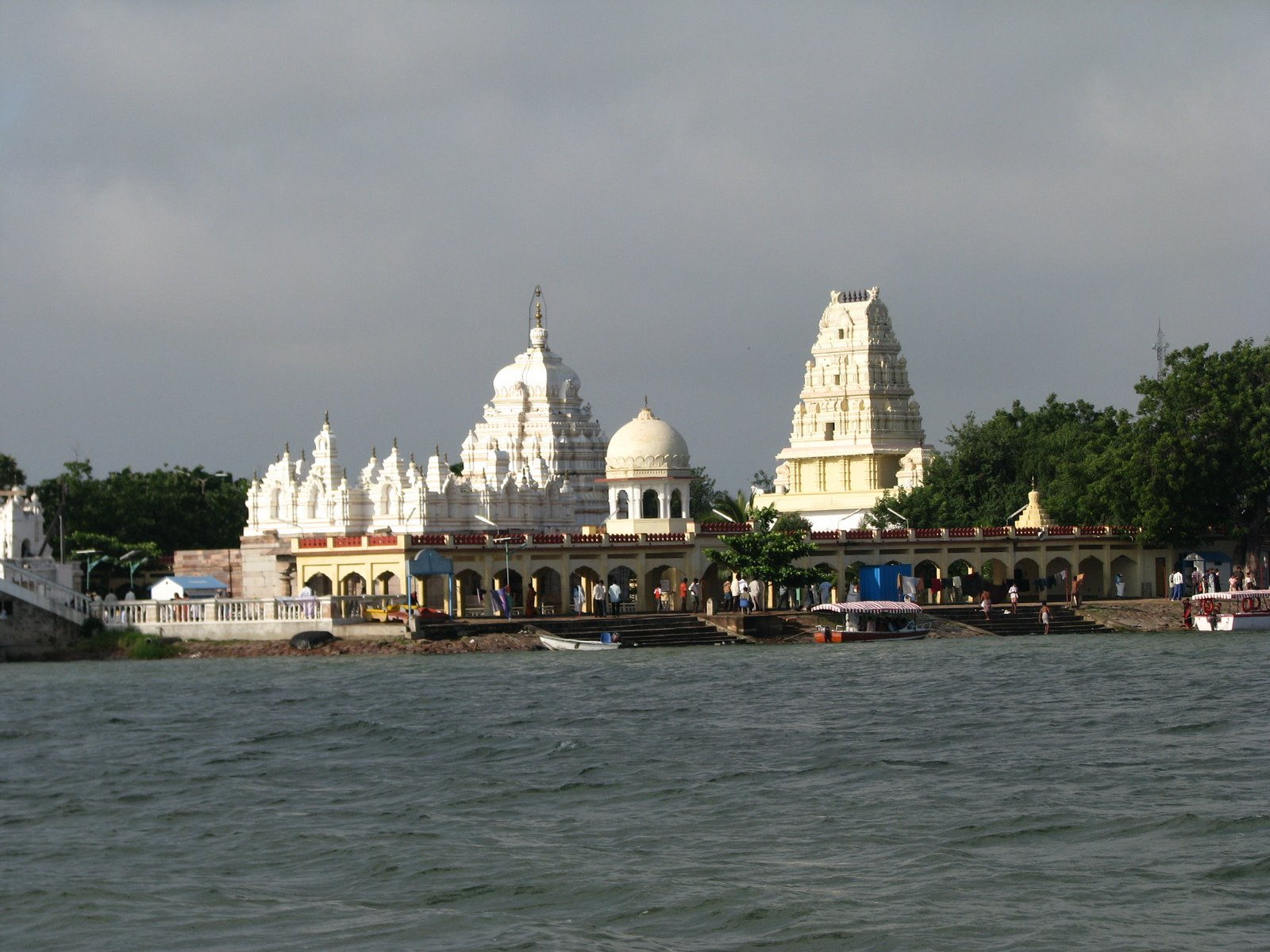
Le temple Kudala Sangama.

Le district actuel est créé en 1997 comme subdivision de celui de Bijapour. Il était le centre de la dynastie Chalukya au VIe siècle.

## Géographie
Au recensement de 2011, sa population était de 1 889 752 habitants pour une superficie de 6 552 km2, la population est à 31,64% urbaine.
Son chef-lieu est la ville de Bagalakote.

### Hydrographie
Les cours d'eau Krishna, Malaprabha et Ghataprabha  irriguent ce district.

## Tourisme
Il y a un centre classé comme patrimoine mondial  à Pattadakal ainsi que les Grottes de Badami.

## Liste des Taluks
Il est divisé en neuf Taluks :
- Badami,
- Bagalkote,
- Bilagi,
- Hunagund,
- Jamakhandi,
- Mudhol,
- Ilkal,
- Guledgudda et
- Rabkavi-Banahatti.

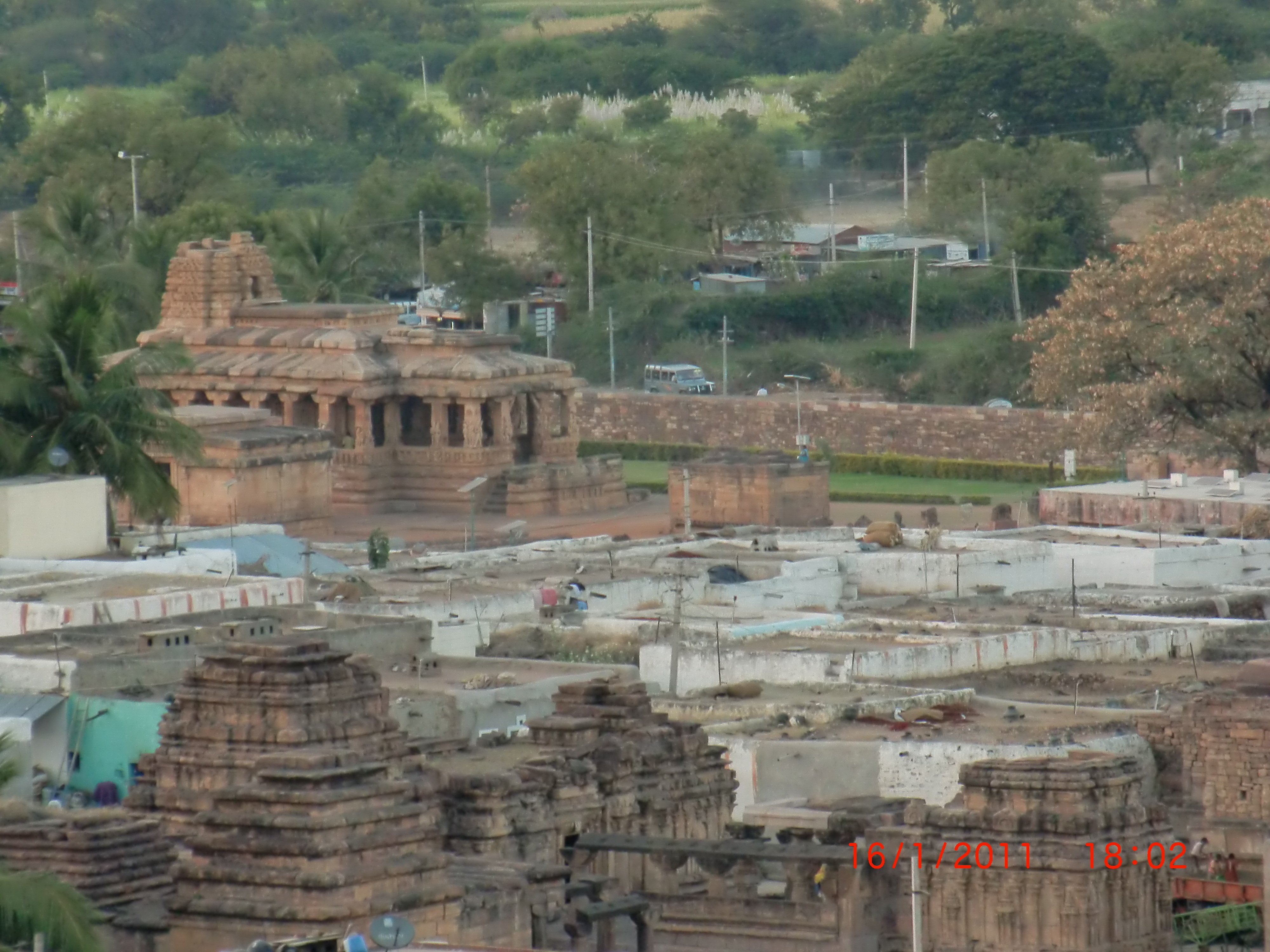
temple de Durga à Aihole.
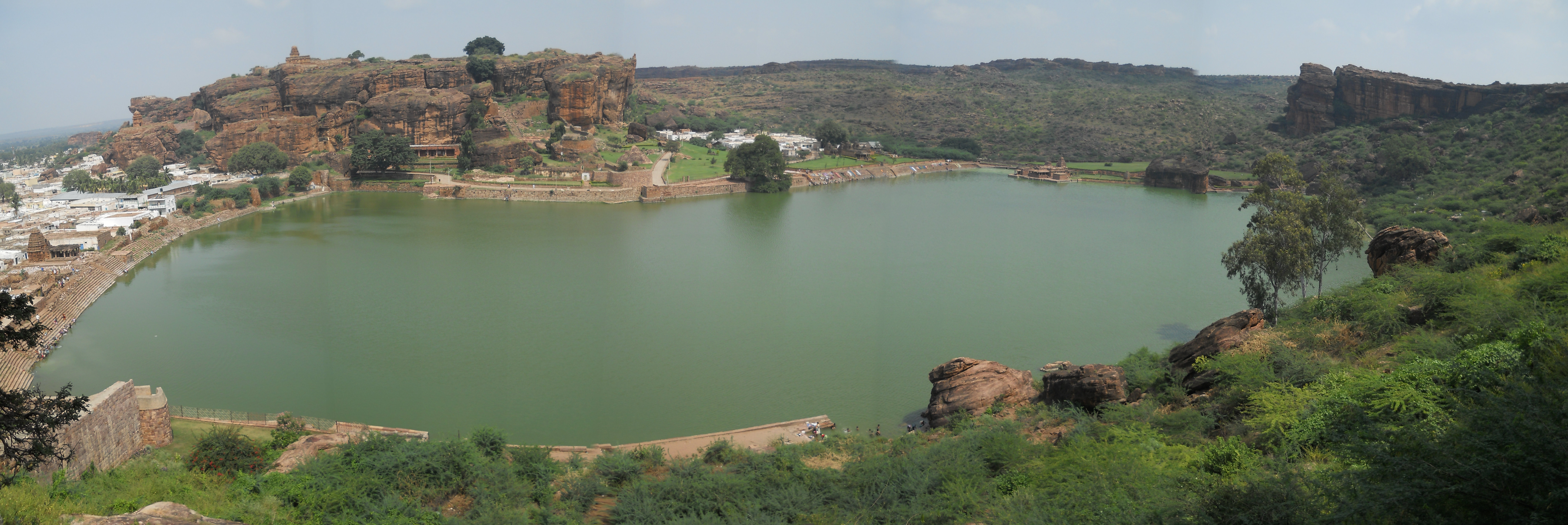
Le lac Agastya.
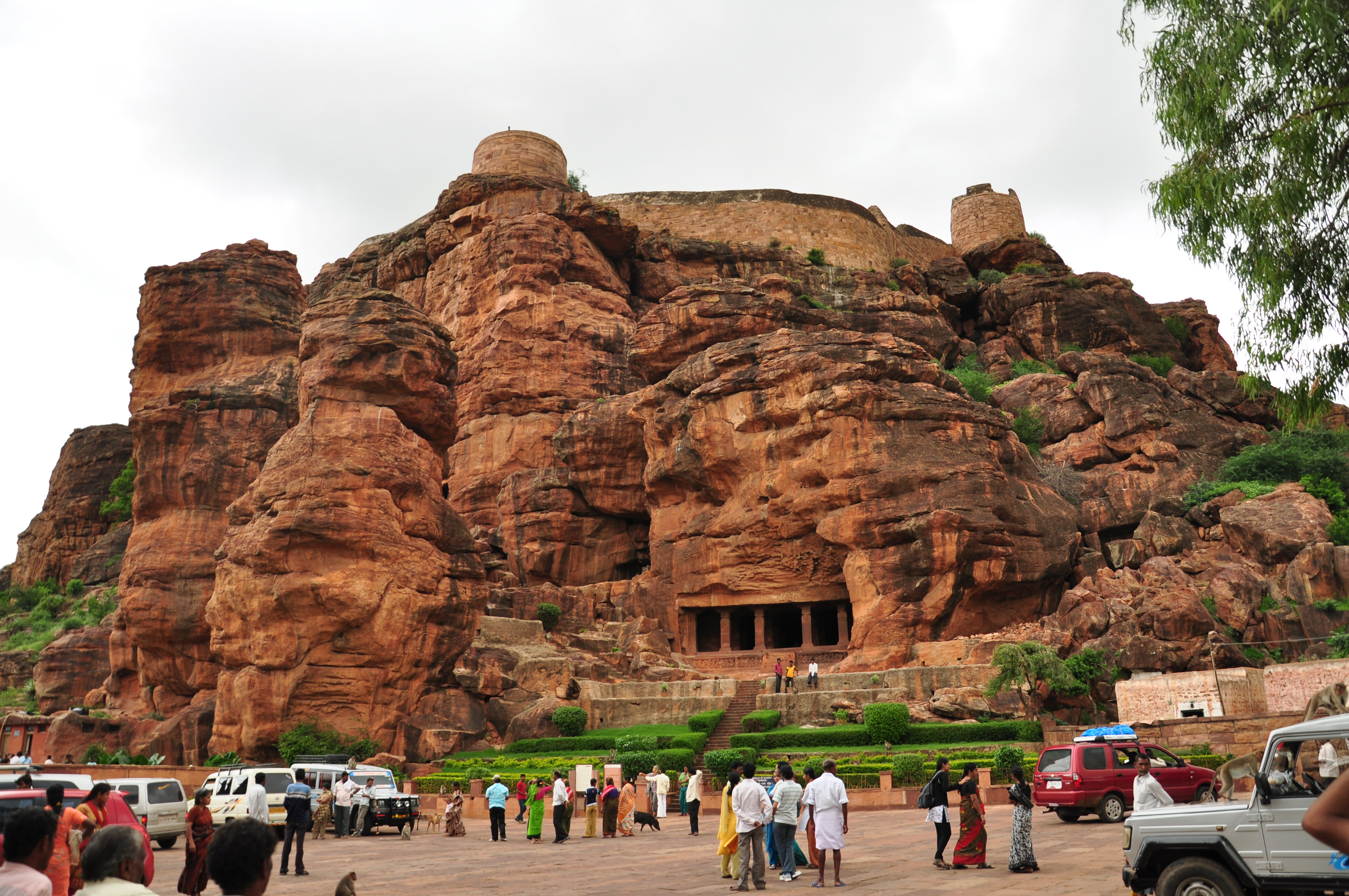
Le temple troglodyte de Badami.
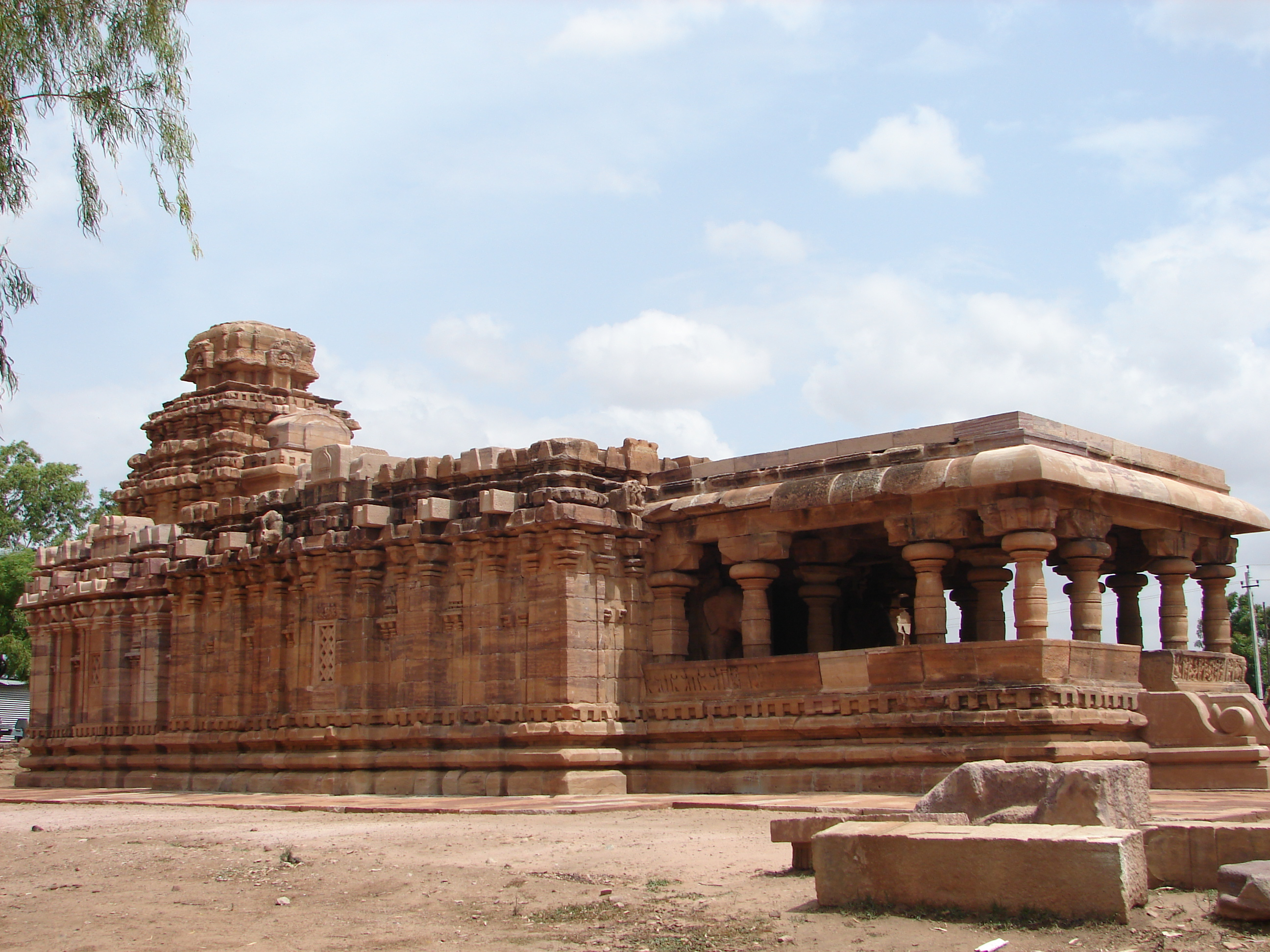
temple Jain Narayana à Pattadakal.